# Gare de La Tour-de-Salvagny
Gare de La Tour-de-Salvagny vasútállomás Franciaországban, La Tour-de-Salvagny településen.

## Vasútvonalak
Az állomást az alábbi vasútvonalak érintik:
- Lyon-Saint-Paul-Montbrison-vasútvonal

## Kapcsolódó állomások
A vasútállomáshoz az alábbi állomások vannak a legközelebb:
- Gare de Casino-Lacroix-Laval (Gare de Lyon-Saint-Paul)
- Gare de Lentilly-Charpenay (Gare de Sain-Bel)